# Liste der Einträge im National Register of Historic Places im Marquette County (Wisconsin)

Lage des Marquette County in Wisconsin

Die Liste der Einträge im National Register of Historic Places im Marquette County in Wisconsin führt alle Bauwerke und historischen Stätten im Marquette County auf, die in das National Register of Historic Places aufgenommen wurden.

## Legende
| NRHP | Historic Place             |
| HD   | Historic District          |
| NHL  | National Historic Landmark |

## Aktuelle Einträge
| [ 2 ] | Name                                                                       | Bild                                                                       | Eintragsdatum        | Lage                                                                            | Ort         | Beschreibung |
| ----- | -------------------------------------------------------------------------- | -------------------------------------------------------------------------- | -------------------- | ------------------------------------------------------------------------------- | ----------- | --- |
| 1     | Bonnie Oaks Historic District                                              | Bonnie Oaks Historic District                                              | 1986 ID-Nr. 86000626 | Grouse Drive 43° 39′ 5″ N, 89° 33′ 39″ W                                        | Briggsville | Künstlerkolonie aus den 1920er und 1930er Jahren                                                                 |
| 2     | Fountain Lake Farm                                                         | Fountain Lake Farm                                                         | 1990 ID-Nr. 90000471 | County Highway F und Gillette Road 43° 41′ 24″ N, 89° 23′ 15″ W                 | Montello    | Wohnhaus, in dem der Universalgelehrte John Muir (1838–1914) seine Jugend verbrachte                             |
| 3     | Marquette County Courthouse and Marquette County Sheriff's Office and Jail | Marquette County Courthouse and Marquette County Sheriff's Office and Jail | 1982 ID-Nr. 82000685 | 77 West Park Street 43° 47′ 36″ N, 89° 19′ 48″ W                                | Montello    | 1918 im Beaux-Arts-Stil aus Granit und Kalkstein errichtetes Justiz- und Verwaltungsgebäude des Marquette County |
| 4     | Montello Commercial Historic District                                      | Montello Commercial Historic District                                      | 1996 ID-Nr. 96000238 | Teile der West Montello Street und der Main Street 43° 47′ 31″ N, 89° 19′ 38″ W | Montello    | Früheres Geschäftsviertel mit Häusern aus dem späten 19. Jahrhundert                                             |
| 5     | Charles Samuel Richter House                                               | Charles Samuel Richter House                                               | 1996 ID-Nr. 96000908 | 55, 103 und 105 Underwood Avenue 43° 47′ 36″ N, 89° 19′ 49″ W                   | Montello    | 1909–1912 errichtetes Wohnhaus des Unternehmers Charles Samuel Richter                                           |
| 6     | Vaughn's Hall and Blacksmith Shop                                          | Vaughn's Hall and Blacksmith Shop                                          | 2007 ID-Nr. 07000556 | 55 West Montello Street 43° 47′ 31″ N, 89° 19′ 46″ W                            | Montello    | 1912 errichtete Schmiede; später Autohaus und Eisenwarenladen; heute Museum                                      |